# Halloween con la famiglia Addams
Halloween con la famiglia Addams (Halloween with the New Addams Family) è un film TV statunitense del 1977, diretto da David Steinmetz, che vede tornare sul piccolo schermo il cast della serie televisiva La famiglia Addams del 1964.

## Trama
La famiglia Addams ospita Pancho, il fratello di Gomez che un tempo corteggiava Morticia, nella propria casa durante la festa di Halloween, mentre Gomez si allontana da casa per assistere ad un incontro della sua loggia a Tombstone in Arizona.
In realtà egli è stato attirato lontano da casa da dei truffatori, Lafferty, il boss e Mikey, che vogliono appropriarsi dei tesori della famiglia Addams, e per fare questo inviano due sosia di Gomez e Morticia spalleggiati da due gorilla, Hercules e Atlas.
La festa di Halloween si avvicina e tra i giochi e gli scherzi della famiglia Addams, i truffatori vengono terrorizzati e messi nel sacco, consegnandosi spontaneamente alla polizia che arriva prontamente.

## Personaggi e interpreti

### La famiglia Addams
- Morticia Addams, interpretata da Carolyn Jones, doppiata da Fabrizia Castagnoli.[2]
- Ofelia Frump, interpretata da Carolyn Jones, doppiata da Fabrizia Castagnoli.[2]
- Gomez Addams, interpretato da John Astin, doppiato da Michele Kalamera.[2]
- Lurch, interpretato da Ted Cassidy.[2]
- Zio Fester, interpretato da Jackie Coogan, doppiato da Ettore Conti.[2]
- Nonna Addams, interpretata da Jane Rose.[2]
- Mamma Frump, interpretata da Elvia Allman.[2]
- Mercoledì Addams, interpretata da Lisa Loring.[2]
- Pugsley Addams, interpretato da Ken Weatherwax.[2]
- Mercoledì Addams Jr., interpretata da Jennifer Surprenant.[2]
- Pugsley Addams Jr., interpretato da Ken Marquis.[2]
- Cugino Itt, interpretato da Felix Silla.[2]
- Pancho Addams, interpretato da Henry Darrow, doppiato da Franco Zucca.[2]

### Altri personaggi
- Mikey, interpretato da Vito Scotti.[2]
- Boss Crook, interpretato da Parley Baer.[2]
- Little Bo Peep, interpretato da Patrick Campbell.[2]
- Falso Gomez, interpretato da Dean Sothern.[2]
- Falsa Morticia, interpretata da Terry Miller.[2]
- Hercules, interpretato da David Johns.[2]
- Atlas, interpretato da Clinton Beyerle.[2]
- Poliziotto, interpretato da George Ranito Jordan.[2]
- Contessa Dracula, interpretato da Suzanne Krarna.[2]

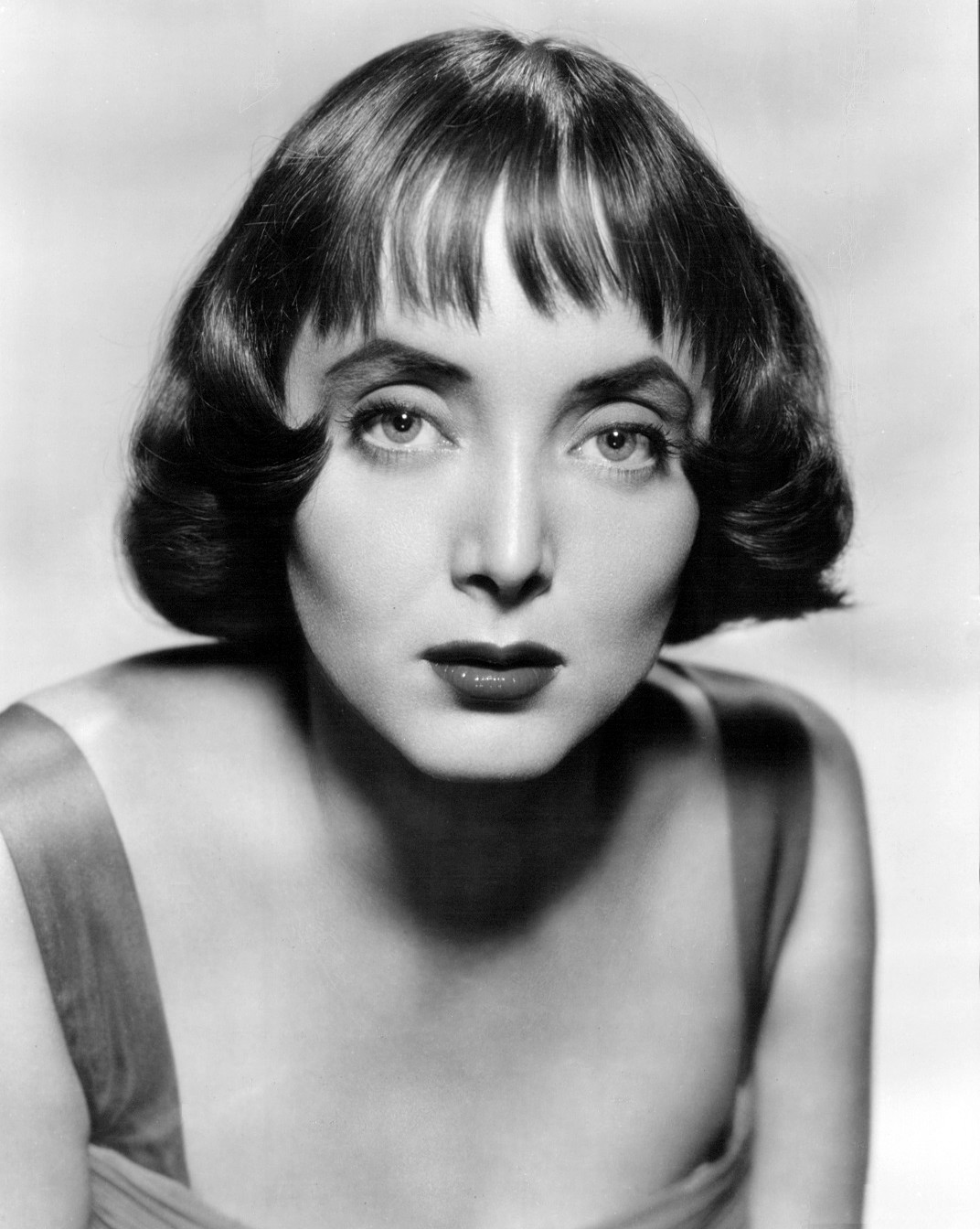
Carolyn Jones, interprete di Morticia e Ofelia
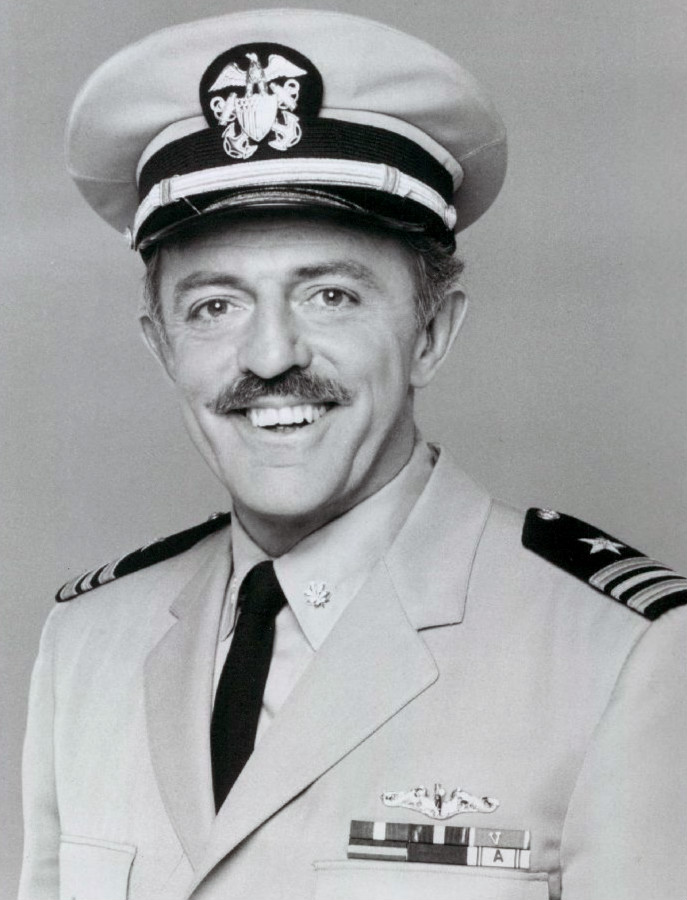
John Astin, interprete di Gomez
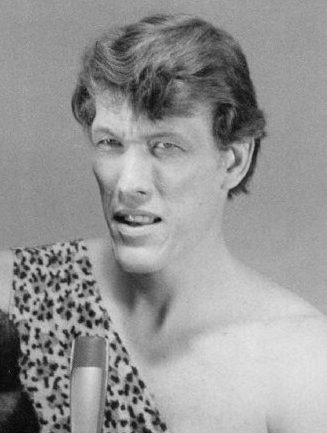
Ted Cassidy, interprete di Lurch
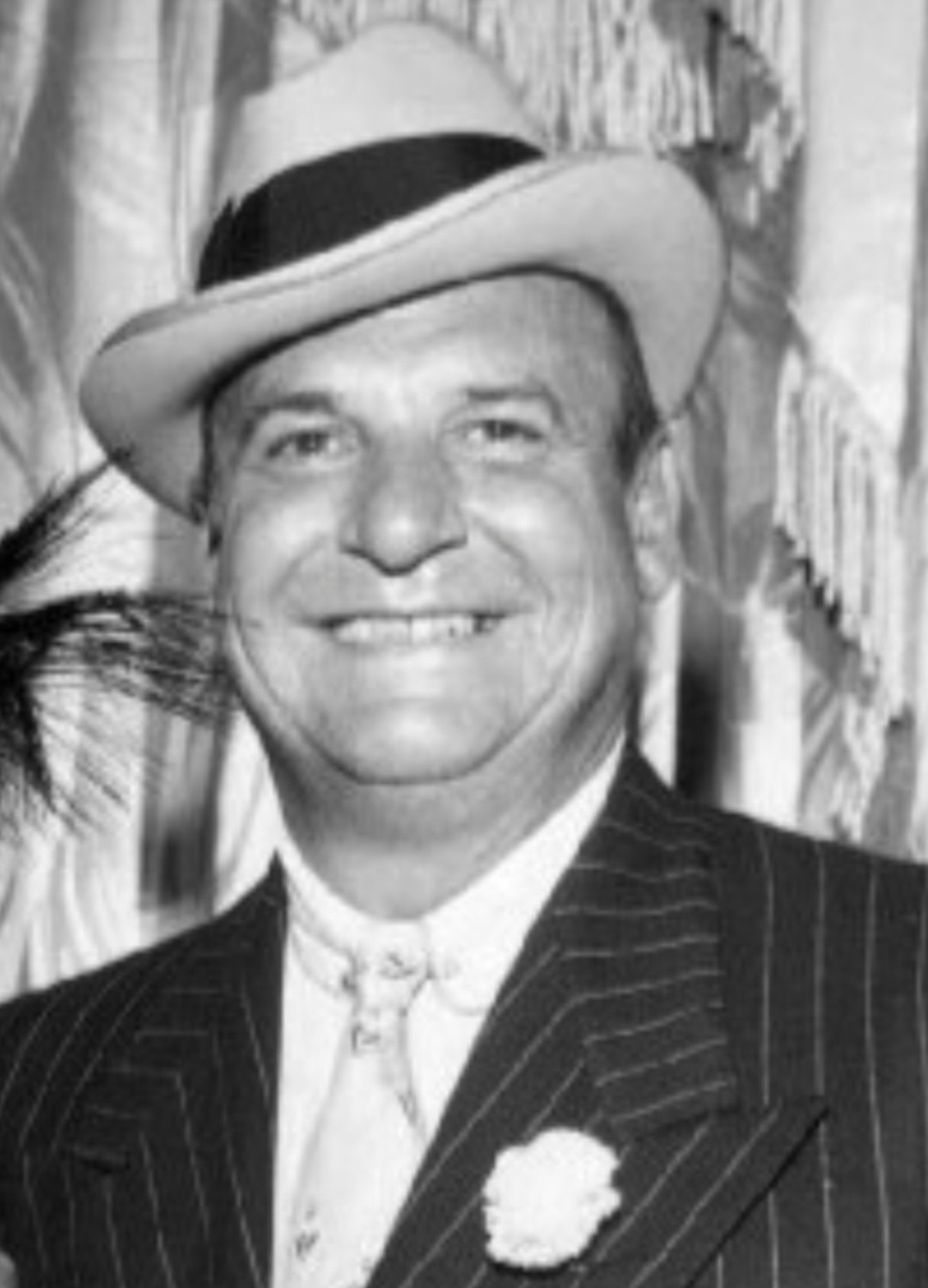
Jackie Coogan, interprete di Zio Fester
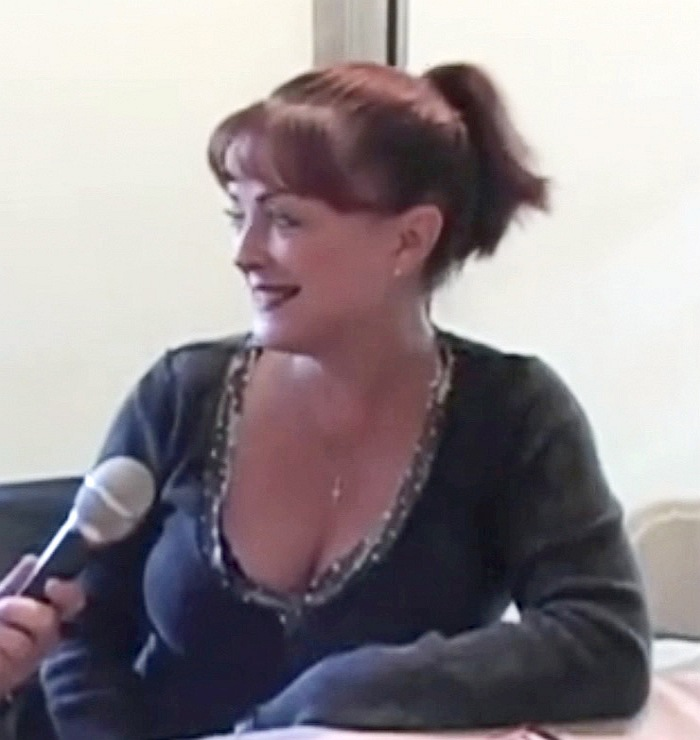
Lisa Loring, interprete di Mercoledì
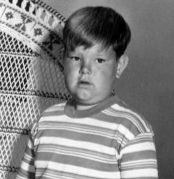
Ken Weatherwax, interprete di Pugsley
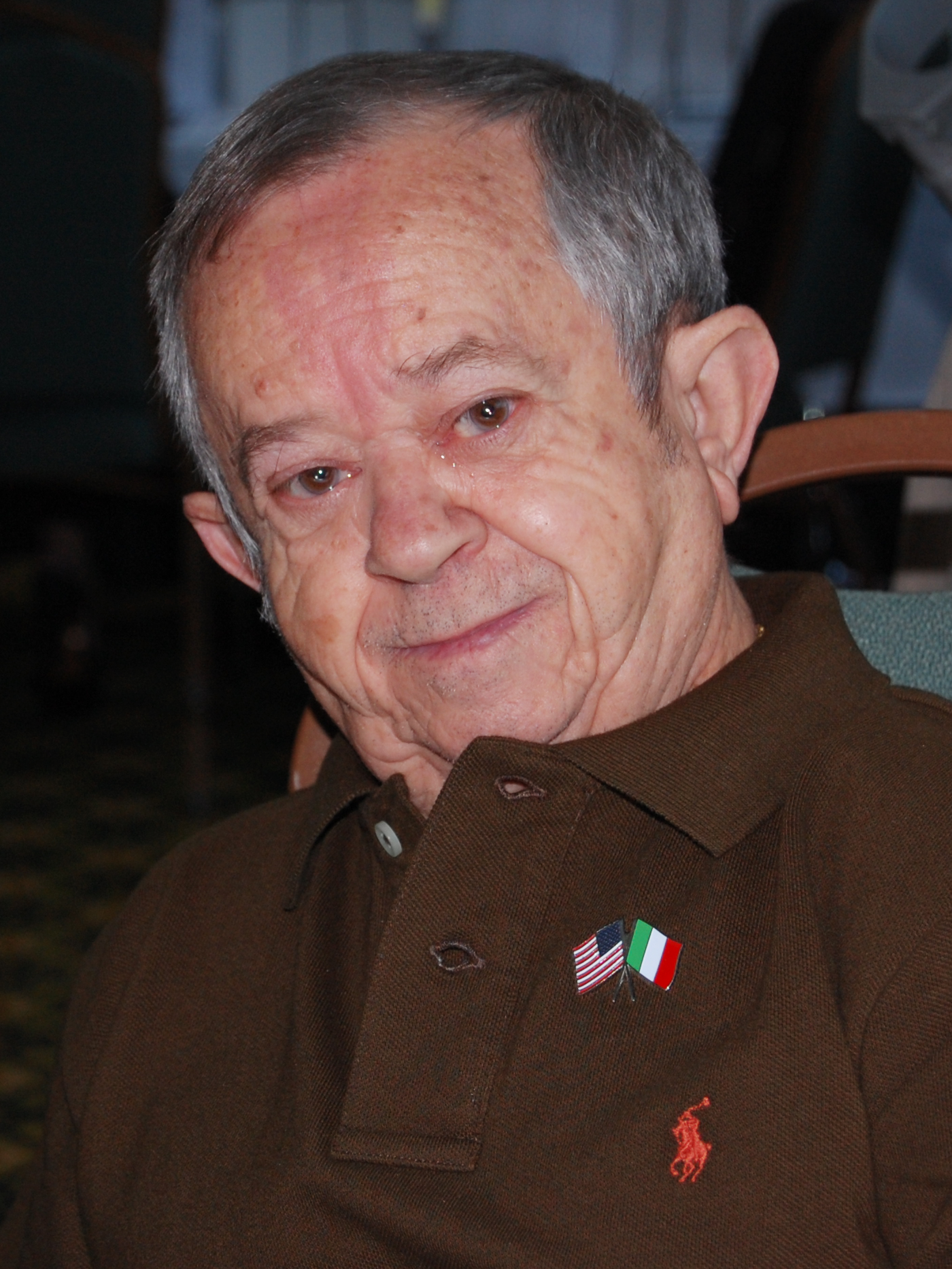
Felix Silla, interprete del Cugino Itt
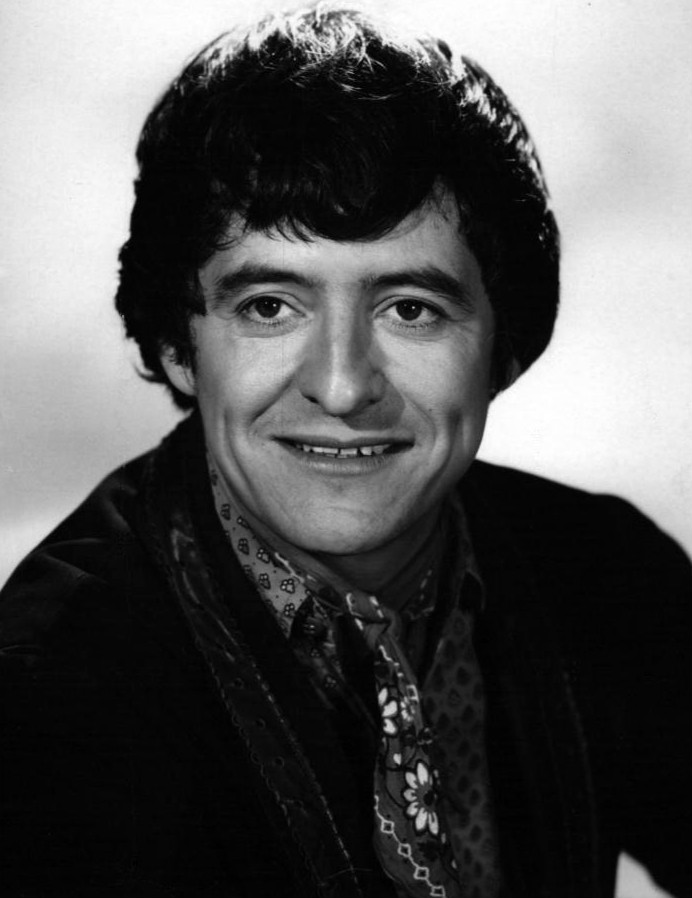
Henry Darrow, interprete di Pancho
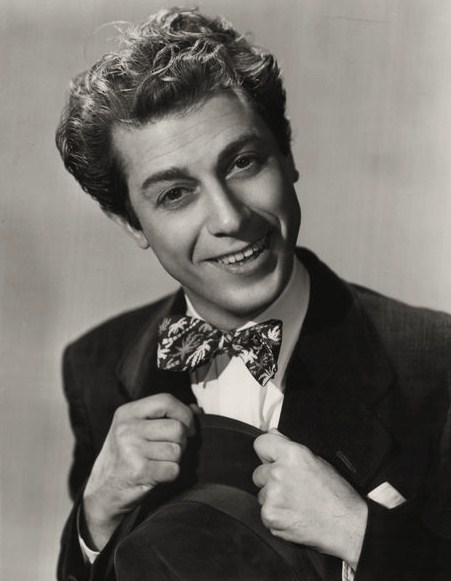
Vito Scotti, interprete di Mikey

## Produzione
Grazie alla distribuzione della serie originale in syndication, durante gli anni settanta la famiglia Addams godeva ancora di una buona popolarità, accresciuta anche dalla serie animata targata Hanna-Barbera del 1973. Questo spinse Charles Fries a tentare la strada di una nuova produzione televisiva in live-action.
Il film venne perciò prodotto intenzionalmente come pilota per una nuova serie della famiglia Addams, così da tastare il terreno e decidere in base al risultato di critica e pubblico. Nonostante l'ampia campagna pubblicitaria che aveva preceduto la trasmissione, la reazione non fu però positiva e perciò nessuna serie televisiva seguì effettivamente il film.

### Cast
Nel film riappare quasi al completo il cast della serie televisiva originale del 1964. Riprendono il loro ruolo Carolyn Jones (Morticia Addams e la di lei sorella Ofelia Frump), John Astin (Gomez Addams), Ted Cassidy (Lurch e Mano), Jackie Coogan (Zio Fester), Felix Silla (il Cugino Itt).
Lisa Loring e  Ken Weatherwax riprendono i loro ruoli, rispettivamente di Mercoledì e Pugsley, ma nella versione adulta, mentre i piccoli Mercoledì e Pugsley, loro figli, vengono interpretati da Jennifer Surprenant e Ken Marquis. La Nonna Addams, viene invece impersonata da Jane Rose, in sostituzione di Blossom Rock, troppo anziana per riprendere il ruolo.
La mamma di Morticia, interpretata nella serie originale da Margaret Hamilton (già celebre come la perfida Strega dell'Ovest nel film Il mago di Oz del 1939), viene qui ripresa da Elvia Allman, già apparsa nella serie originale nella parte della principessa Millicent von Schlepp. Anche altri caratteristi già apparsi nella serie televisiva originale ricompaiono qui con nuovi ruoli, come nel caso di Vito Scotti, caratterista di origini italiane che è possibile vedere anche ne Il padrino, e che nella serie del 1964 interpreta più personaggi come ad esempio Sam Picasso, il Professor Altshuler e Miri Haan. Anche Parley Baer, qui nella parte di Boss Crook, era già apparso in svariati episodi della serie originale nella parte di Arthur J. Henson.

### Location
Per le riprese, sia in interni che in esterni, venne utilizzata una casa vittoriana del 1902, la Higgins-Verbeck-Hirsch Mansion, situata sul Wilshire Boulevard, nella area dell'Hancock Park di Los Angeles. Tra i tanti, la stessa dimora era stata utilizzata nel 1971 come location per il film horror Willard e i topi e verrà utilizzata ancora successivamente nel 1991 nell'episodio di Halloween della serie televisiva Beverly Hills 90210.
La casa utilizzata originalmente per il pilot della serie televisiva del 1964, nel 1977 era già stata demolita.